# كين رينغ
كين رينغ (بالسويدية: Ken Ring)‏ هو موسيقي سويدي، ولد في 29 يناير 1979.

## وصلات خارجية
- كين رينغ على موقع ميوزك برينز (الإنجليزية)
- كين رينغ على موقع أول ميوزيك (الإنجليزية)
- كين رينغ على موقع ديسكوغز (الإنجليزية)